# Società Sportiva Panigale 1941-1942
Questa voce raccoglie le informazioni riguardanti la Società Sportiva Panigale nelle competizioni ufficiali della stagione 1941-1942.

## Rosa
| N. |                   | Ruolo | Calciatore          |
| -- | ----------------- | ----- | ------------------- |
|    | Italia (bandiera) | P     | Renato Albertazzi   |
|    | Italia (bandiera) | C     | A. Alessandri       |
|    | Italia (bandiera) | A     | Mario Apolloni      |
|    | Italia (bandiera) | D     | Adelfo Benuzzi      |
|    | Italia (bandiera) | D     | Germano Bortolotti  |
|    | Italia (bandiera) | A     | Ottorino Cattabriga |
|    | Italia (bandiera) | C     | B. Cocchi           |
|    | Italia (bandiera) | D     | Giorgio Damiani     |
|    | Italia (bandiera) | A     | Amato Frabetti      |
|    | Italia (bandiera) | A     | Dante Giacobazzi    |
|    | Italia (bandiera) | A     | Alberto Lelli       |
|    | Italia (bandiera) | D     | Dino Lorenzini      |
|    | Italia (bandiera) | D     | Liliano Maddici     |
|    | Italia (bandiera) | C     | R. Mantovani        |
|    | Italia (bandiera) | A     | Verardo Marozzi     |
|    | Italia (bandiera) | P     | Carlo Masi          |

| N. |                   | Ruolo | Calciatore       |
| -- | ----------------- | ----- | ---------------- |
|    | Italia (bandiera) | D     | Antonio Mazzanti |
|    | Italia (bandiera) | A     | Aldo Morselli    |
|    | Italia (bandiera) | D     | Luciano Pasquali |
|    | Italia (bandiera) | C     | Guido Pettazzoni |
|    | Italia (bandiera) | A     | Walter Rambaldi  |
|    | Italia (bandiera) | D     | A. Rossetti      |
|    | Italia (bandiera) | C     | T. Sarti         |
|    | Italia (bandiera) | D     | Aroldo Tassinari |
|    | Italia (bandiera) | C     | Luciano Tinti    |
|    | Italia (bandiera) | D     | Aldo Tugnoli     |
|    | Italia (bandiera) | C     | Giordano Varoli  |
|    | Italia (bandiera) | A     | Bruno Veronesi   |
|    | Italia (bandiera) | C     | Remo Vignoli     |
|    | Italia (bandiera) | A     | Mario Visentini  |
|    | Italia (bandiera) | A     | Edmondo Vitali   |